# 田中良昭
 田中 良昭 （たなか りょうしょう、1933年3月3日 - 2016年1月12日）は、日本の曹洞宗の僧侶（静岡県菊川市正林寺住職）、仏教学者（中国禅宗史・敦煌文献、文学博士）、曹洞宗総合研究センター所長、駒澤大学総長・名誉教授。妻は賀来（田中）良江でタンダバハダンスカンパニィを主催し児童舞踊に大きく貢献した。

## 略歴
- 1933年3月3日、東京都目黒区に生まれる
- 1951年、静岡県立磐田南高等学校卒業
- 1953年、駒澤大学仏教学部仏教学科入学
- 1957年、同学科卒業、同大学院人文科学研究科仏教学専攻修士課程入学
- 1962年、同大学院人文科学研究科仏教学専攻博士後期課程満期退学、同大助手に就任
- 1964年、同大専任講師に昇任
- 1970年、同大助教授に昇任
- 1976年、同大教授に昇任
- 1983年、『敦煌禅宗文献の研究』で文学博士
- 1991年、同学部長・同大理事に就任
- 1998年、同大図書館長に就任
- 2002年、同大禅文化歴史博物館長に就任
- 2003年、同大停年退職、名誉教授に
- 2005年、曹洞宗総合研究センター所長に就任
- 2009年、同大総長に就任
- 2016年、1月12日午後0時20分、多臓器不全のため東京都港区の病院で死去、82歳。

## 受賞歴
- 1966年 日本印度学仏教学会賞

## 著作一覧
- 『やさしい仏教・禅入門』（善本社、2001年）
- 『宝林伝訳注』（内山書店、2003年）
- 『慧能 - 禅宗六祖像の形成と変容』（「唐代の禅僧1」臨川書店、2007年）
- 『敦煌禅宗文献の研究 第2』（大東出版社、2009年）
- 『敦煌禅宗文献の研究』（大東出版社、1983年）、博士論文

### 編書
- 『人生の出会い - お釈迦さまとお弟子たち』（善本社、1977年）
- 『禅学研究入門』大東出版社、1994年。
  - 『禅学研究入門 第2版』大東出版社、2006年。

### 共編書
- 『慧能　人物 中国の仏教』（古田紹欽との共著、大蔵出版、1982年、新版1999年）
- 『講座敦煌 8』（篠原壽雄との共編、大東出版社、1980年）

### 監修
- 『葬儀・法事のしきたりとその由来 - 曹洞宗』（柴田芳憲著、曹洞宗静岡県第一宗務所編集委員編、2004年）

### 共監修
- 『曹洞宗禅語録全書 - 訓註　中世篇』全14巻（川口高風、永井政之、廣瀬良弘との共監修、四季社）
- 『禅語録傍訳全書　第3期』全6巻（西村惠信との共監修、四季社）
- 『唐代の禅僧』シリーズ 全12巻予定（椎名宏雄、石井修道との共監修、臨川書店）

### 記念論集
- 『禅学研究の諸相 -田中良昭博士古稀記念論集-』（大東出版社、2003年）

## 論文
- CiNii>田中良昭
- INBUDS>田中良昭